# Davor Štefanek
Davor Štefanek (en serbio: Давор Штефанек; Subotica, 12 de septiembre de 1985) es un deportista serbio que compite en lucha grecorromana.
Participó en tres Juegos Olímpicos de Verano, en los años 2004, 2008 y 2016, obteniendo una medalla de oro en Río de Janeiro 2016, en la categoría de 66 kg.
Ha ganado tres medallas en el Campeonato Mundial de Lucha entre los años 2014 y 2018, y cinco medallas en el Campeonato Europeo de Lucha entre los años 2004 y 2017.

## Palmarés internacional
| Juegos Olímpicos   | Juegos Olímpicos           | Juegos Olímpicos  | Juegos Olímpicos |
| Año                | Lugar                      | Medalla           | Categoría        |
| ------------------ | -------------------------- | ----------------- | ---------------- |
| 2016               | Río de Janeiro (Brasil)    | Medalla de oro    | 66 kg            |
| Campeonato Mundial |                            |                   |                  |
| Año                | Lugar                      | Medalla           | Categoría        |
| 2014               | Taskent (Uzbekistán)       | Medalla de oro    | 66 kg            |
| 2015               | Las Vegas (Estados Unidos) | Medalla de bronce | 66 kg            |
| 2018               | Budapest (Hungría)         | Medalla de plata  | 67 kg            |
| Campeonato Europeo |                            |                   |                  |
| Año                | Lugar                      | Medalla           | Categoría        |
| 2004               | Haparanda (Suecia)         | Medalla de plata  | 60 kg            |
| 2008               | Tampere (Finlandia)        | Medalla de bronce | 60 kg            |
| 2012               | Belgrado (Serbia)          | Medalla de bronce | 60 kg            |
| 2016               | Riga (Letonia)             | Medalla de plata  | 66 kg            |
| 2017               | Novi Sad (Serbia)          | Medalla de plata  | 66 kg            |